# Eleanor Coppola

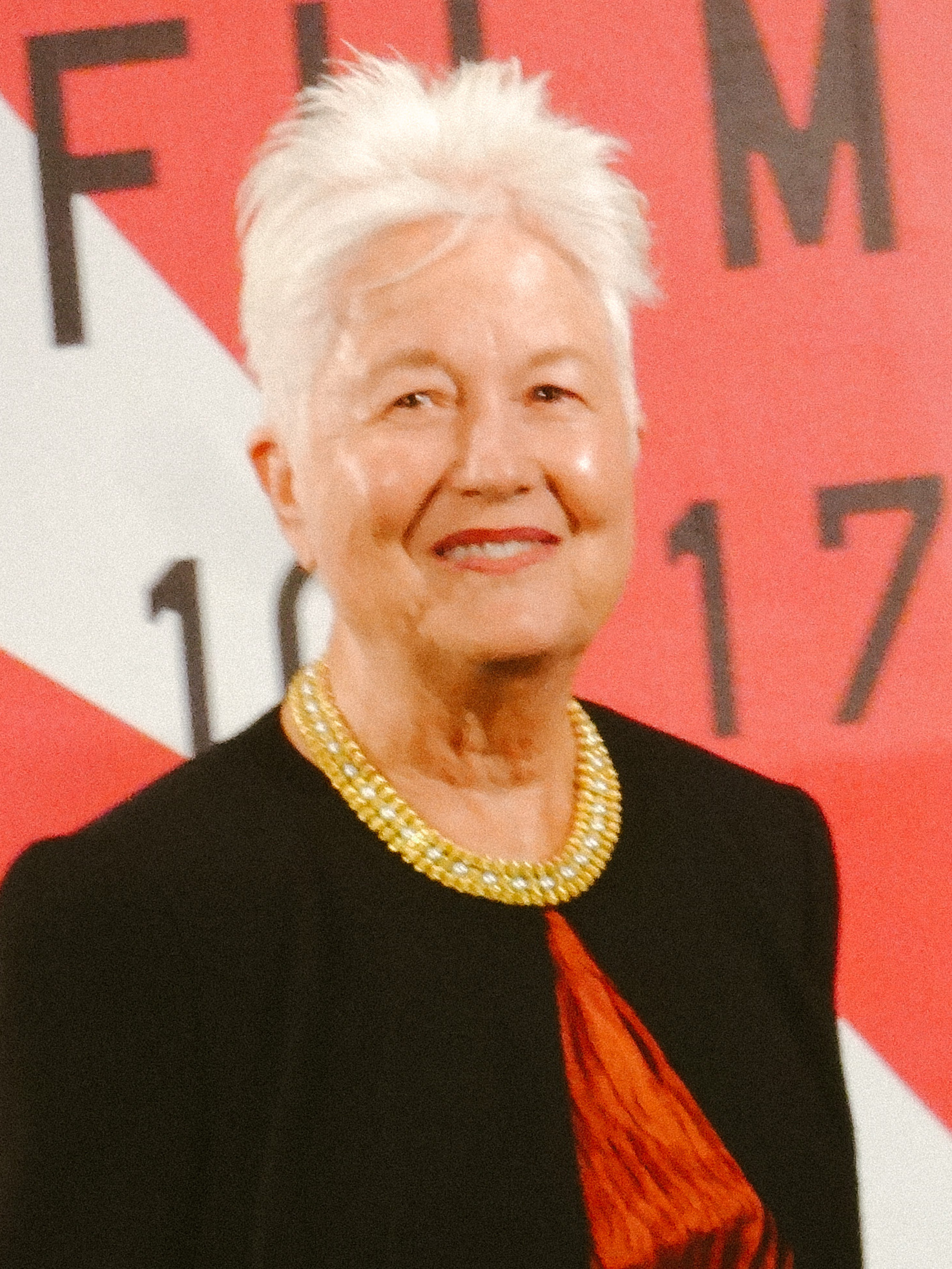
Eleanor Coppola (2013)

Eleanor Coppola (* 4. Mai 1936 als Eleanor Jessie Neil in Los Angeles County, Kalifornien; † 12. April 2024 in Rutherford, Kalifornien) war eine US-amerikanische Regisseurin, Drehbuchautorin und Künstlerin.

## Leben
Eleanor Neil wurde 1936 in Kalifornien geboren. Ihr Vater, der als politischer Karikaturist für den  Los Angeles Examiner tätig war, starb als Eleanor 10 Jahre alt war. Sie hatte zwei Brüder, darunter den später als Spezialeffektkünstler tätigen Bill Neil. Die Mutter Delphine Neil zog die drei Kinder allein im südkalifornischen Huntington Beach auf.
1962/63 war sie als Set-Dekorateurin an dem Film Dementia 13 beteiligt. Hier lernte sie ihren späteren Ehemann Francis Ford Coppola kennen, der bei dieser Produktion zum zweiten Mal als Regisseur in Erscheinung trat. Nach einigen Monaten Beziehung wurde sie schwanger und die beiden heirateten. In der Folge trat sie in den folgenden Jahrzehnten nicht mehr im Filmgeschäft nach außen sichtbar in Erscheinung.
1963 wurde ihr Sohn Gian-Carlo Coppola geboren, der 1986 bei einem von Griffin O’Neal verursachten Bootsunfall ums Leben kam. 1965 kam der Sohn Roman Coppola zur Welt, 1971 folgte Sofia Coppola. Alle Kinder waren und sind ebenfalls im Filmgeschäft tätig.
Sie war in den 1970er Jahren auch künstlerisch tätig, was aber damals wenig Beachtung fand.
Über ihre Erlebnisse und Erfahrungen im Zusammenleben mit ihrem Ehemann und den damit verbundenen Dreharbeiten veröffentlichte sie in den 1980er-Jahren das Buch Notes on the Making of Apocalypse Now. 2008 veröffentlichte sie das ebenfalls autobiographische Buch Notes on a Life. In beiden Büchern reflektiert sie kritisch u. a. ihr Eheleben.
Seit den frühen 1990er Jahren trat sie als Dokumentarfilmerin in Erscheinung. In dem 1991 veröffentlichten Film Hearts of Darkness – Reise ins Herz der Finsternis werden die mehrjährigen Dreharbeiten von Apocalypse Now, basierend auf ihren Aufnahmen, dokumentiert. Gemeinsam mit den Regisseuren George Hickenlooper und Fax Bahr, die an der Fertigstellung des Films mitwirkten, gewann sie hierfür einen Emmy Award.
Im Jahr 2017 veröffentlichte sie mit Paris kann warten ihren ersten Spielfilm, der auf autobiographischen Erlebnissen aus dem Jahr 2009 basiert. 2020 folgte die aus drei Segmenten bestehende Komödie Love Is Love Is Love mit  Rosanna Arquette, Kathy Baker, Maya Kazan, Chris Messina, Cybill Shepherd, Joanne Whalley und Rita Wilson.
Eleanor Coppola starb im April 2024 in ihrem Haus im kalifornischen Rutherford im Alter von 87 Jahren.

## Filmografie (Auswahl)
- 1991: Hearts of Darkness – Reise ins Herz der Finsternis (Hearts of Darkness: A Filmmaker’s Apocalypse)
- 1996: A Visit to China’s Miao Country (Kurzdokumentation)
- 1998: Making of “The Virgin Suicides” (Kurzdokumentation)
- 2007: The Making of “Marie Antoinette” (Kurzdokumentation)
- 2007: Coda: Thirty Years Later (Dokumentarfilm)
- 2017: Paris kann warten (Paris can wait)
- 2017: Two for Dinner (Kurzfilm)
- 2020: Love Is Love Is Love